# Netelia arabs
Netelia arabs là một loài tò vò trong họ Ichneumonidae.